# When You See Yourself
When You See Yourself é o oitavo álbum de estúdio da banda de rock americana Kings of Leon. Foi lançado em 5 de março de 2021, pela RCA Records. O álbum foi novamente produzido por Markus Dravs. Foi precedido pelos singles "The Bandit" e "100,000 People", ambos lançados em 7 de janeiro de 2021. É o primeiro álbum da banda em quase quatro anos e meio, após Walls de 2016, marcando seu maior intervalo entre lançamentos de álbuns de estúdio.

## Lançamento e promoção
Em 31 de março de 2020, a banda lançou uma gravação acústica ao vivo de sua primeira música nova em mais de três anos, "Going Nowhere" — mais tarde renomeada para "Supermarket" — pelo YouTube e várias plataformas de mídia social.
Em 1º de janeiro de 2021, a banda lançou um teaser da música "The Bandit" no Instagram e, posteriormente, postou mais cinco teasers de novas músicas. Seis dias depois, o nome do álbum foi anunciado e viu o lançamento de seus dois singles principais: "The Bandit" e "100.000 People". O álbum em si foi lançado no dia 5 de março.
A banda se tornou a primeira a vender um álbum recém-lançado na forma de um token não fungível, um tipo de criptomoeda que contém ativos exclusivos, como música e arte. O lançamento veio na forma de três tipos diferentes de tokens para três pacotes separados em uma série chamada "NFT Yourself". Eles continham um pacote especial de álbum, um pacote de show ao vivo e um pacote audiovisual. Os tokens foram desenvolvidos e hospedados pela YellowHeart, uma plataforma de venda de ingressos que emprega tecnologia blockchain. O álbum foi o primeiro NFT a ser exibido no Rock & Roll Hall of Fame.

## Recepção da crítica
When You See Yourself recebeu críticas geralmente positivas dos críticos. No Metacritic, o álbum tem uma pontuação média ponderada de 69 em 100 com base em 19 avaliações, indicando "críticas geralmente favoráveis".
| Críticas profissionais                                                      | Críticas profissionais |
| Avaliações da crítica                                                       | Avaliações da crítica  |
| Fonte                                                                       | Avaliação              |
| --------------------------------------------------------------------------- | ---------------------- |
| Metacritic                                                                  | (69/100)               |
| AllMusic                                                                    | [ 4 ]                  |
| Clash                                                                       | (7/10)                 |
| Classic Rock                                                                | [ 6 ]                  |
| The Daily Telegraph                                                         | [ 7 ]                  |
| DIY                                                                         | [ 8 ]                  |
| musicOMH                                                                    | [ 8 ]                  |
| NME                                                                         | [ 9 ]                  |
| Pitchfork                                                                   | (4.8/10)               |
| Rolling Stone                                                               | [ 11 ]                 |
| The Times                                                                   | [ 12 ]                 |
| Esta tabela precisa de ser acompanhada por texto em prosa. Consulte o guia. |                        |

## Faixas
Todas as faixas escritas e compostas por Caleb Followill, Nathan Followill, Jared Followill e Matthew Followill. 
| N.º            | Título                                    | Duração |  |
| 1.             | "When You See Yourself, Are You Far Away" | 5:47    |  |
| 2.             | "The Bandit"                              | 4:10    |  |
| 3.             | "100,000 People"                          | 5:44    |  |
| 4.             | "Stormy Weather"                          | 3:42    |  |
| 5.             | "A Wave"                                  | 5:23    |  |
| 6.             | "Golden Restless Age"                     | 4:33    |  |
| 7.             | "Time in Disguise"                        | 4:45    |  |
| 8.             | "Supermarket"                             | 4:58    |  |
| 9.             | "Claire & Eddie"                          | 4:52    |  |
| 10.            | "Echoing"                                 | 3:37    |  |
| 11.            | "Fairytale"                               | 3:55    |  |
| Duração total: | Duração total:                            | 51:26   |  |

## Ficha Técnica
- Caleb Followill – Guitarra, Vocais
- Matthew Followill – Guitarra, Sintetizador (em "When You See Yourself, Are You Far Away", "100,000 People" e "A Wave "), Vocais
- Jared Followill – Baixo, Guitarra acústica (em "Supermarket"), Vocais
- Nathan Followill – Bateria, Percussão, Vocais

Musicos Adicionais:
- Timothy Deaux – vocais (em "Supermarket" e "The Bandit")
- Liam O'Neil – Piano, Órgão (em "Echoing"), Mellotron (em "Fairytale"), Guitarra Acústica (em "Supermarket"), vocais (em "A Wave")

Produção:
- Markus Dravs – Produção
- Iain Berryman – Engenharia
- Sean Badum – Assistente Engenharia
- Mark "Spike" Stent – Mixagem
- Matt Wolach – Assistente de mixagem
- Ted Jensen – Masterização

## Tabelas Musicais
| Chart (2021)                             | Pico Posição |
| ---------------------------------------- | ------------ |
| Austrália (ARIA)                         | 1            |
| Áustria (Ö3 Austria Top 40)              | 1            |
| Bélgica (Ultratop Flandres)              | 3            |
| Bélgica (Ultratop Valônia)               | 6            |
| Canadá (Billboard)                       | 6            |
| República Tcheca (ČNS IFPI)              | 70           |
| Dinamarca (Hitlisten)                    | 32           |
| Países Baixos (Dutch Charts)             | 2            |
| Alemanha (Offizielle Deutsche Charts)    | 4            |
| Irlanda (Official Irish Albums)          | 1            |
| Itália (FIMI)                            | 32           |
| Lithuanian Albums (AGATA)                | 11           |
| Nova Zelândia (RMNZ)                     | 2            |
| Polónia (ZPAV)                           | 7            |
| Portugal (AFP)                           | 2            |
| Escócia (Official Scottish Albums)       | 1            |
| Swedish Vinyl Albums (Sverigetopplistan) | 9            |
| Suíça (Schweizer Hitparade)              | 3            |
| Reino Unido (Official Albums Chart)      | 1            |
| Estados Unidos (Billboard 200)           | 11           |
| Estados Unidos (Top Alternative Albums)  | 2            |
| Estados Unidos (Top Rock Albums)         | 2            |